# Locarno

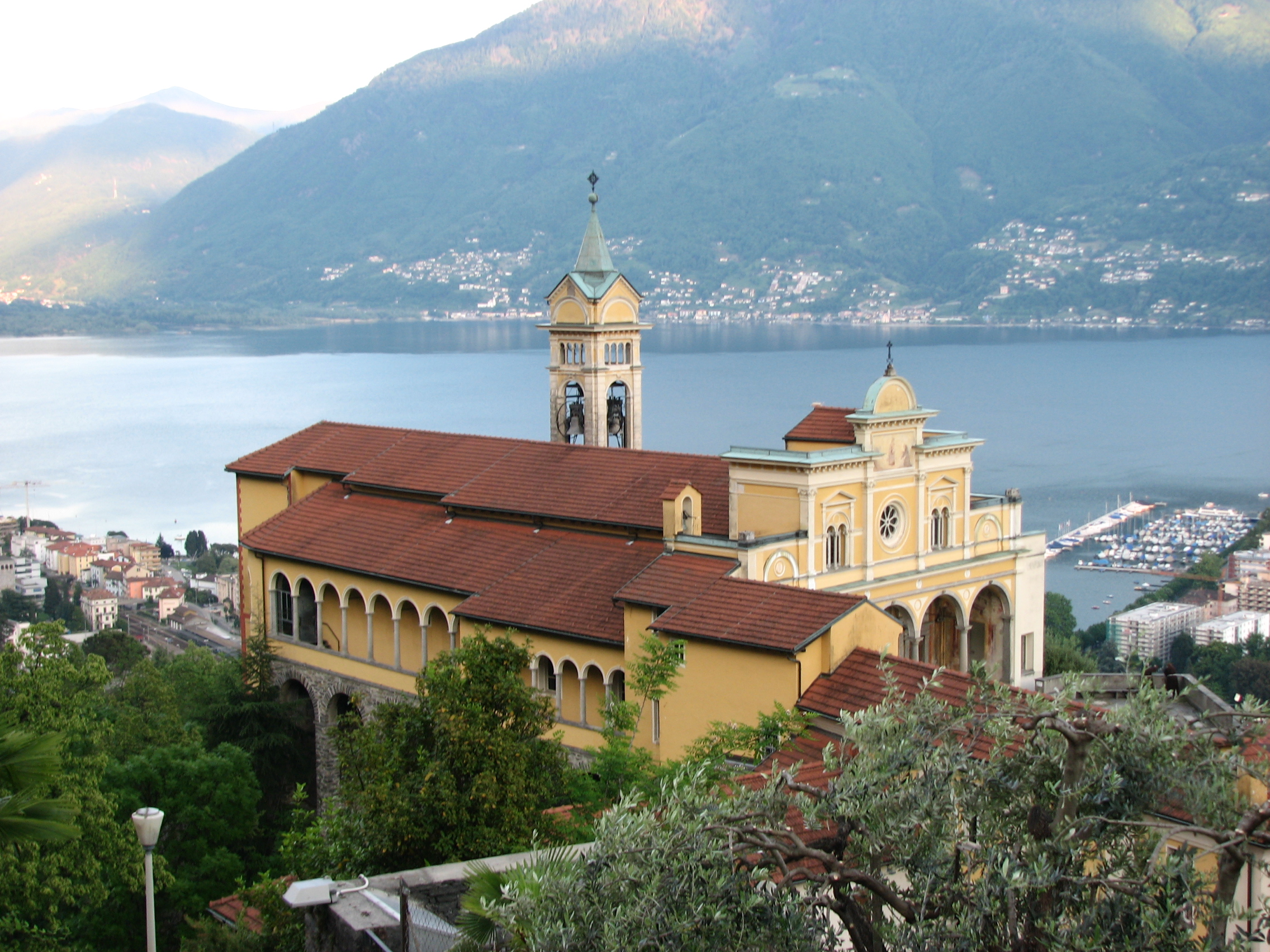
Sanktuarium Madonna del Sasso

Locarno (lmo. Locarn, Lucarn, Lucârn, Lochèrn, Luchèrn; niem. Luggárus, Liggåårasch) – miasto i gmina w południowej, włoskojęzycznej części Szwajcarii, w kantonie Ticino, siedziba administracyjna okręgu (distretto) Locarno oraz powiatu (circolo) Locarno. Leży nad rzeką Maggia oraz jeziorem Lago Maggiore. Położone ok. 80 km od Mediolanu, ok. 135 km od Zurychu i ok. 200 km od Genewy. Najniżej położone miasto Szwajcarii (ok. 205 m n.p.m.).

## Historia
Pierwsze wzmianki o Locarno pochodzą z VII wieku. W średniowieczu miasto należało do Mediolanu, a w 1512 zostało opanowane przez Szwajcarię. W okresie od 1803 do 1878 r. Locarno było stolicą kantonu Ticino. W 1925 podpisano tu traktaty lokarneńskie.

## Demografia
W Locarno mieszka 16 075 osób. W 2021 roku 34,6% populacji gminy stanowiły osoby urodzone poza Szwajcarią. 

## Zabytki
- Castello Visconteo – zachowana część zamku zbudowanego w XII wieku dla rodziny Orsellich. Rozbudowany dla rodziny Viscontich w XV wieku. Według niektórych spekulacji przebudowę nadzorował Leonardo da Vinci. Obecnie w zamku mieści się muzeum miejskie i archeologiczne (Museo civico e archeologico) z kolekcją wykopalisk z czasów antycznych
- kościół pw. św. Franciszka (Chiesa San Francesco) – kościół zbudowany w latach 1538–1572 zgodnie z projektem Giovanniego Beretty. Dekoracje wnętrz z XVIII wieku
- kościół pw. NMP (Chiesa Santa Maria Assunta) – kościół zbudowany w I połowie XVII wieku. Wewnątrz bogate wczesnobarokowe dekoracje
- kościół (Chiesa Madonna del Sasso) – kościół pielgrzymkowy zbudowany w latach 1578–1596. Powstał w miejscu, w którym w 1480 r. franciszkańskiemu mnichowi ukazała się Matka Boska. Pięknie położony w górnej części miasta.

## Turystyka
Locarno słynie jako ośrodek wypoczynkowy. W mieście, poza zabytkami, warte zobaczenia są także: promenada ciągnąca się wzdłuż jeziora Lago Maggiore, kąpieliska oraz budynki sądów, gdzie zostały parafowane traktaty lokarneńskie. Ponadto miasto stanowi dobrą bazę wypadową w góry. Warte polecenia są również trasy wokół jeziora. Do sanktuarium Madonna del Sasso prowadzi trasa kolei linowo-terenowej Orselina.

## Klimat
W Locarno, jak wokół całego jeziora Lago Maggiore panuje łagodny, subtropikalny klimat umożliwiający wegetację roślin nietypowych dla tej szerokości geograficznej.

## Festiwal filmowy
Od 1948 roku w Locarno corocznie odbywa się Międzynarodowy Festiwal Filmowy. Filmy wyświetlane są przez dwa tygodnie w sierpniu, na głównym placu miasta - Piazza Grande.

## Współpraca
Miejscowości partnerskie:
- Brugia, Belgia (do 1971 r.)
- Gagra, Gruzja
- Karlowe Wary, Czechy
- Lompoc, Stany Zjednoczone
- Montecatini Terme, Włochy
- Nicea, Francja
- Norymberga, Niemcy
- Urbino, Włochy
- Vevey, Vaud
- Wenecja, Włochy

## Transport
Przez teren gminy przebiegają autostrada A13 oraz drogi główne nr 13 i nr 407.
Na terenie miasta znajduje się również lotnisko Locarno.